# Henri Verneuil
Henri Verneuil (Geburtsname: Achod Malakian; * 15. Oktober 1920 in Rodosto, heute Tekirdağ, Türkei; † 11. Januar 2002 in Bagnolet, Département Seine-Saint-Denis, Frankreich) war ein französischer Regisseur, Drehbuchautor und Filmproduzent. Er zählte jahrzehntelang zu den kommerziell erfolgreichsten französischen Regisseuren.

## Leben
Achod Malakian wurde in eine armenische Familie geboren. Sein Vater war Agop Malakian, seine Mutter Araxi Kirazian. Seine Familie flüchtete nach dem Völkermord an den Armeniern aus ihrer Heimat; 1924 kamen sie in Marseille an. Achod Malakian interessierte sich früh für das Kino und nach einem erfolgreichen Ingenieurstudium an der Arts et Métiers in Aix-en-Provence gelangte er durch die Hilfe des Schauspielers Fernandel Ende der 1940er Jahre zum Film und realisierte seine ersten Filme wie Les nouveaux misérables (1949), On demande un bandit (1950) und Maldonne (1950).
Die 1960er Jahre markierten den Höhepunkt seines Schaffens, er drehte exzeptionelle, sowohl künstlerisch als auch kommerziell erfolgreiche Filme wie Ein Affe im Winter (1962), Lautlos wie die Nacht (1963), Die 25. Stunde (1967), Die Hölle von San Sebastian (1968) und Der Clan der Sizilianer (1969).
In den 1970er und 1980er Jahren entstanden seine Filme Der Coup (1971), Die Schlange (1973), Angst über der Stadt (1975), Der Körper meines Feindes (1976), I wie Ikarus (1979) und Die Glorreichen (1984).
Verneuil arbeitete in seiner Karriere häufig mit einer Stamm-Crew vor und hinter der Kamera. Neben dem langjährigen Freund und Schauspieler Fernandel gehörten dazu Jean Gabin und vor allem Jean-Paul Belmondo, mit dem er mehr als zwei Jahrzehnte lang regelmäßig zusammenarbeitete. Für Verneuil traten immer wieder die größten Stars des französischen Films vor die Kamera, darunter Alain Delon, Lino Ventura, Yves Montand, Bernard Blier, Philippe Noiret, Jeanne Moreau, Louis de Funes oder Patrick Dewaere.
Verneuil wurde 1956 für den Oscar für das beste Drehbuch und 1980 für den César nominiert. 1996 erhielt Verneuil den Ehren-César für sein Lebenswerk. 1999 wurde Verneuil in die Académie des Beaux-Arts gewählt.
Ab Mitte der 1980er Jahre war Verneuil kaum noch als Regisseur tätig. Seine letzten beiden Filme Mayrig – Heimat in der Fremde und Mayrig – 588 rue paradis waren autobiographisch geprägt und weniger kommerziell ausgerichtet als die meisten seiner anderen Filme. Sie erzählen vom Völkermord an Familienmitgliedern, von der Flucht und seinem Aufwachsen in der Fremde.

## Familie
Henri Verneuil war in zweiter Ehe mit der Ägyptologin und Archäologin Véronique Sedro (* 1958) verheiratet, mit der er zwei Kinder hatte:
- den Rapper Sevan Malakian (* 1985)
- die Schauspielerin Gaya Verneuil (* 1989)

## Ehrungen
- 1964: Lautlos wie die Nacht gehörte zu den fünf Filmen, die das National Board of Review für das Jahr 1963 als „Beste ausländische Filme“ benannte
- 1965: Lautlos wie die Nacht Edgar Allan Poe Award als „Bester ausländischer Film“
- 1965: Lautlos wie die Nacht-  Nominierung als „Bester fremdsprachiger Film“ bei der 21. Verleihung der Golden Globes.
- 1979: Grand prix du cinéma français I wie Ikarus als bester französischer Film
- 1980: I wie Ikarus Nominierung als bester Film für den César
- 1986 Prix Saint-Simon
- 1996: Ehren-César für das Lebenswerk

## Filmografie
Regie:
- 1949: Les Nouveaux misérables
- 1950: L’Art d’être courtier
- 1950: La Légende de Terre-Blanche
- 1950: Maldonne
- 1950: On demande un bandit
- 1950: Pipe chien
- 1952: Der Totentisch (La Table aux crevés)
- 1952: Full House (Brelan d’as)
- 1952: Verbotene Frucht (Le Fruit défendu)
- 1953: Der Bäcker von Valorgue (Le Boulanger de Valorgue)
- 1953: Meine Frau betrügt mich (Carnaval)
- 1953: Staatsfeind Nr. 1 (L’Ennemi public N° 1)
- 1954: Der Hammel mit den fünf Beinen (Le Mouton à cinq pattes)
- 1955: Der Weg ins Verderben (Des gens sans importance)
- 1955: Nächte in Lissabon (Les Amants du Tage)
- 1956: Paris, Palace Hotel (Paris, Palace Hôtel)
- 1957: Im Rausch der Sinne (Une manche et la belle)
- 1958: Die Affären von Madame M. (Maxime)
- 1959: Ferien für den Musterknaben (Le Grand chef)
- 1959: Ich und die Kuh (La Vache et le prisonnier)
- 1960: Affäre einer Nacht (L’Affaire d’une nuit)
- 1960: Die Französin und die Liebe (La Française et l’amour)
- 1961: Der Präsident (Le Président)
- 1961: Vor Salonlöwen wird gewarnt (Les Lions sont lâchés)
- 1962: Ein Affe im Winter (Un singe en hiver)
- 1963: Lautlos wie die Nacht (Mélodie en sous-sol)
- 1964: 100.000 Dollar in der Sonne (Cent mille dollars au soleil)
- 1964: Dünkirchen, 2. Juni 1940 (Week-end à Zuydcoote)
- 1967: Die 25. Stunde (La Vingt-cinquième heure)
- 1967: Die Hölle von San Sebastian (La Bataille de San Sebastian)
- 1969: Der Clan der Sizilianer (Le clan des Siciliens)
- 1971: Der Coup (Le Casse)
- 1973: Die Schlange (Le serpent)
- 1975: Angst über der Stadt (Peur sur la ville)
- 1976: Der Körper meines Feindes (Le Corps de mon ennemi)
- 1979: I wie Ikarus (I… comme Icare)
- 1982: Tausend Milliarden Dollar (Mille milliards de dollars)
- 1984: Die Glorreichen (Les Morfalous)
- 1992: Mayrig – Heimat in der Fremde (Mayrig)
- 1993: Mayrig – Die Straße zum Paradies (Mayrig: 588 rue paradis)